# 65. ceremonia wręczenia Oscarów
65. ceremonia rozdania Oscarów odbyła się 29 marca 1993 roku w Dorothy Chandler Pavilion w Los Angeles.

## Lista nominacji i zwycięzców

### Najlepszy film
- Clint Eastwood – Bez przebaczenia
- Stephen Woolley – Gra pozorów
- David Brown, Rob Reiner, Andrew Scheinman – Ludzie honoru
- Ismail Merchant – Powrót do Howards End
- Martin Brest – Zapach kobiety

### Najlepszy aktor
- Al Pacino – Zapach kobiety
- Robert Downey Jr. – Chaplin
- Stephen Rea – Gra pozorów
- Denzel Washington – Malcolm X
- Clint Eastwood – Bez przebaczenia

### Najlepszy aktor drugoplanowy
- Gene Hackman – Bez przebaczenia
- Jaye Davidson – Gra pozorów
- Jack Nicholson – Ludzie honoru
- Al Pacino – Glengarry Glen Ross
- David Paymer – Komik na sobotę

### Najlepsza aktorka
- Emma Thompson – Powrót do Howards End
- Catherine Deneuve – Indochiny
- Susan Sarandon – Olej Lorenza
- Michelle Pfeiffer – Pole miłości
- Mary McDonnell – Wygrać z losem

### Najlepsza aktorka drugoplanowa
- Marisa Tomei – Mój kuzyn Vinny
- Miranda Richardson – Skaza
- Joan Plowright – Czarowny kwiecień
- Vanessa Redgrave – Powrót do Howards End
- Judy Davis – Mężowie i żony

### Najlepsza scenografia i dekoracja wnętrz
- Luciana Arrighi, Ian Whittaker – Powrót do Howards End
- Stuart Craig, Chris Butler – Chaplin
- Thomas E. Sanders, Garrett Lewis – Drakula
- Ferdinando Scarfiotti, Linda DeScenna – Zabaweczki
- Henry Bumstead, Janice Blackie-Goodine – Bez przebaczenia

### Najlepsze zdjęcia
- Philippe Rousselot – Rzeka wspomnień
- Robert Fraisse – Kochanek
- Stephen H. Burum – Hoffa
- Tony Pierce-Roberts – Powrót do Howards End
- Jack N. Green – Bez przebaczenia

### Najlepsze kostiumy
- Eiko Ishioka – Drakula
- Sheena Napier – Czarowny kwiecień
- Jenny Beavan, John Bright – Powrót do Howards End
- Ruth E. Carter – Malcolm X
- Albert Wolsky – Zabaweczki

### Najlepsza reżyseria
- Clint Eastwood – Bez przebaczenia
- Neil Jordan – Gra pozorów
- James Ivory – Powrót do Howards End
- Robert Altman – Gracz
- Martin Brest – Zapach kobiety

### Pełnometrażowy film dokumentalny
- Barbara Trent i David Kasper - Inwazja na Panamę

### Krótkometrażowy film dokumentalny
- Thomas C. Goodwin, Gerardine Wurzburg - Educating Peter

### Najlepszy montaż
- Joel Cox – Bez przebaczenia
- Frank J. Urioste – Nagi instynkt
- Kant Pan – Gra pozorów
- Robert Leighton – Ludzie honoru
- Geraldine Peroni – Gracz

### Najlepszy film nieanglojęzyczny
- Francja: Régis Wargnier – Indochiny
- Belgia: Stijn Coninx – Daens
- Urugwaj: Adolfo Aristarain – Własny kawałek świata
- Niemcy: Helmut Dietl – Schtonk!
- Rosja: Nikita Michałkow – Urga

### Najlepsza charakteryzacja
- Greg Cannom, Michele Burke, Matthew W. Mungle – Drakula
- Ve Neill, Ronnie Specter, Stan Winston – Powrót Batmana
- Ve Neill, Greg Cannom, John Blake – Hoffa

### Najlepsza muzyka
- Alan Menken – Aladyn
- Jerry Goldsmith – Nagi instynkt
- John Barry – Chaplin
- Richard Robbins – Powrót do Howards End
- Mark Isham – Rzeka wspomnień

### Najlepsza piosenka
- „A Whole New World” – Aladyn – muzyka: Alan Menken; słowa: Tim Rice
- „Friend Like Me” - Aladyn – muzyka: Alan Menken; słowa: Howard Ashman
- „I Have Nothing” - Bodyguard – muzyka: David Foster; słowa: Linda Thompson
- „Run to You” - Bodyguard – muzyka: Jud Friedman; słowa: Allan Dennis Rich
- „Beautiful Maria of My Soul” - Królowie mambo – muzyka: Robert Kraft; słowa: Arne Glimcher

### Najlepszy dźwięk
- Chris Jenkins, Doug Hemphill, Mark Smith, Simon Kaye – Ostatni Mohikanin
- Terry Porter, Mel Metcalfe, David J. Hudson, Doc Kane – Aladyn
- Kevin O’Connell, Rick Kline, Robert Eber – Ludzie honoru
- Donald O. Mitchell, Frank A. Montańo, Rick Hart, Scott D. Smith – Liberator
- Les Fresholtz, Vern Poore, Rick Alexander, Rob Young – Bez przebaczenia

### Najlepszy montaż dźwięku
- Tom C. McCarthy, David E. Stone – Drakula
- Mark A. Mangini – Aladyn
- John Leveque, Bruce Stambler – Liberator

### Najlepsze efekty specjalne
- Ken Ralston, Doug Chiang, Doug Smythe, Tom Woodruff Jr. – Ze śmiercią jej do twarzy
- Richard Edlund, Alec Gillis, Tom Woodruff Jr., George Gibbs – Obcy 3
- Michael L. Fink, Craig Barron, John Bruno, Dennis Skotak – Powrót Batmana

### Krótkometrażowy film animowany
- Joan C. Gratz - Mona Lisa Descending A Staircase

### Krótkometrażowy film aktorski
- Sam Karmann - Omnibus
- Christian Taylor - The Lady in Waiting
- Jonathan Darby, Jana Sue Memel - Kontakt
- Matt Palmieri - Cruise Control
- Kenneth Branagh – Swan Song

### Najlepszy scenariusz oryginalny
- Neil Jordan – Gra pozorów
- Woody Allen – Mężowie i żony
- George Miller, Nick Enright – Olej Lorenza
- John Sayles – Wygrać z losem
- David Webb Peoples – Bez przebaczenia

### Najlepszy scenariusz adaptowany
- Ruth Prawer Jhabvala – Powrót do Howards End
- Peter Barnes – Czarowny kwiecień
- Michael Tolkin – Gracz
- Richard Friedenberg – Rzeka wspomnień
- Bo Goldman – Zapach kobiety

### Oscar Honorowy
- Federico Fellini – za całokształt twórczości